# جولیان ویزمایر
جولیان ویزمایر (انگلیسی: Julian Wießmeier؛ زادهٔ ۴ نوامبر ۱۹۹۲) بازیکن فوتبال اهل آلمان است.
از باشگاه‌هایی که در آن بازی کرده‌است می‌توان به باشگاه فوتبال نورنبرگ، باشگاه فوتبال وهن ویسبادن، و باشگاه فوتبال یان رگنسبورگ اشاره کرد.
وی همچنین در تیم‌های ملی فوتبال جوانان آلمان، و جوانان آلمان، بازی کرده‌است.